# Georges Thierry d'Argenlieu
Georges Thierry d'Argenlieu (7 de outubro de 1889 - 7 de setembro de 1964) foi um militar francês que esteve presente nas duas Guerras Mundiais.
Foi o terceiro comandante da Marinha da França Livre. Ocupou durante a Segunda Guerra a posição de Governador da Nova Caledônia que era aliada da França Livre.

## História

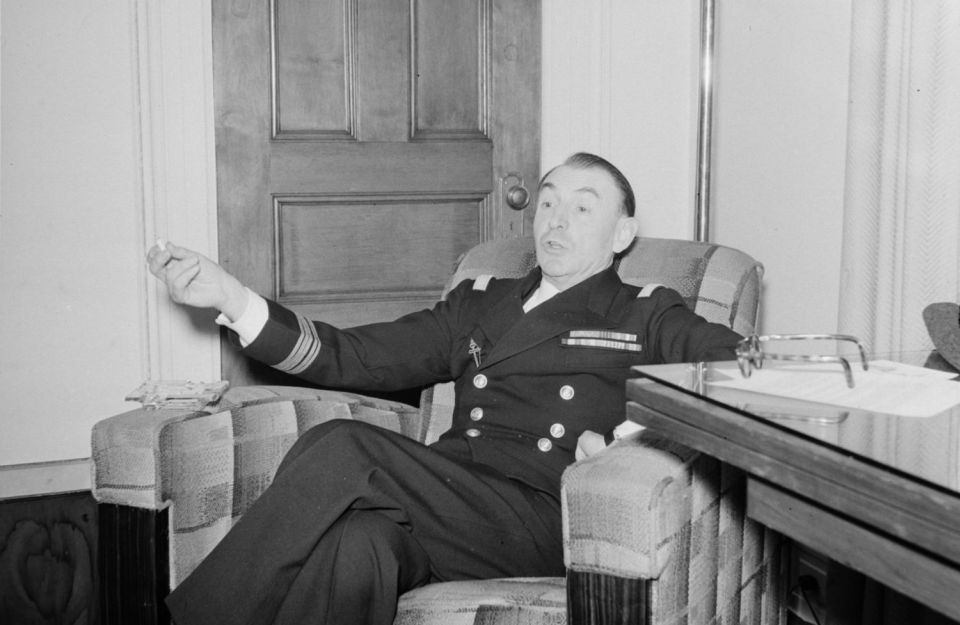
Georges Thierry d'Argenlieu, como representante de Charles de Gaulle em Canadá.

O filho de um oficial da Marinha da França, graduou-se em 1906 na l'Ecole Navale em Brest. Serviu na Primeira Guerra Mundial, em 1920 abandonou a carreira militar para ingressar na Ordem Carmelita. Como o Padre Luís da Trindade, ele subiu para a posição do Superior Provincial dos carmelitas, na França.
D'Argenlieu foi chamado ao serviço ativo em 1939, início da Segunda Guerra Mundial no posto de capitão. Foi preso em junho de 1940, mas escapou para participar da França Livre com o General Charles de Gaulle. Em agosto de 1940, participou e foi ferido no ataque malsucedido contra as forças da França de Vichy em Dakar, em seguida, assumiu o comando da Marinha da França Livre na África Equatorial.
Como Alto Comissário para o Pacífico, teve plenos poderes civil e militar no período de 1941 a 1943, quando foi nomeado Comandante em Chefe de todas as forças navais da França Livre. Ele foi promovido a almirante em 1945.
Georges Thierry d'Argenlieu foi enviado para a Indochina após a rendição japonesa para reafirmar a soberania francesa sobre a colônia. Ele foi chamado a Paris em 1947, serviu por um breve período como Inspector-Geral das forças marítimas e, finalmente, voltou à vida religiosa.

## Condecorações
- Grand Croix de la Légion d'Honneur
- Compagnon de la Libération (29 de janeiro de 1941)
- Médaille Militaire
- Cruz de Guerra 1939-1945
- 'Knight Grand Cross of the Bath, Reino Unido
- Médaille de la Résistance avec rosette
- Croix de Guerre des T.O.E. avec palme
- Médaille des Blessés
- Médaille du Sauvetage
- Médaille du Maroc
- Croix de Guerre belge avec palme
- Commandeur de l'Ordre de Léopold (Bélgica)

|  |  |  |
|  |  |  |
|  |  |  |